# ヴィスビュー
ヴィスビュー（スウェーデン語: Visby, [ˈviːsbʏ]）はゴットランド島の北西に位置するスウェーデン王国南東部の都市である。ゴットランド県とゴットランド市の中心都市である。英語発音に近いヴィスビーと表記される場合もある。
現在のスウェーデンにおいて、ヴィスビューは旧市街を囲む、中世時代の殆ど完全な姿で残る3.5kmの石壁で知られている。この壁は"Ringmuren"（輪壁）と呼ばれる。

## 歴史

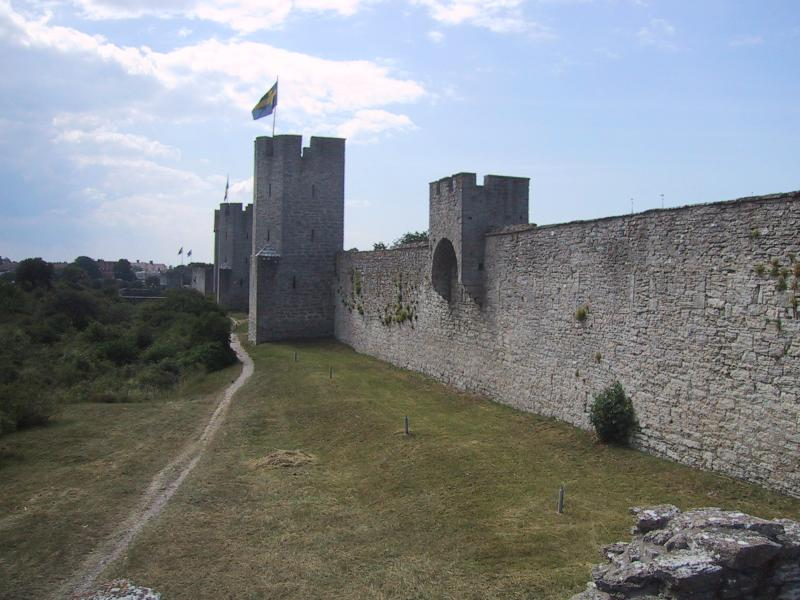
ヴィスビューの輪壁

10世紀に建設され、その頃の遺跡で国際的に有名。ヴァイキングの根拠地となった後、バルト海交易の拠点としての重要性が高まり、バルト海沿岸のキリスト教化（北方十字軍）の最中の1200年頃、ヴィスビューを母都市としてリガが建設された。12世紀から14世紀の間はハンザ同盟の重要な中心都市の一つだった。
ヴァルデマー4世治下のデンマークに占領されて、約300年間その支配下にあったが、ブレムセブルーの和議の結果、1645年にスウェーデン領となった。デンマークの支配中に重税を課され、相次ぐ略奪や新興都市リューベックの台頭により衰退し、20世紀になるまで人口は1万人を下回っていたが、対岸のスウェーデン本土との定期連絡船が開通するに至り、往年の活気を回復した。

## 世界遺産
ハンザ同盟都市の歴史的な町並みは1995年にユネスコの文化遺産に登録された。

### 登録基準
この世界遺産は世界遺産登録基準のうち、以下の条件を満たし、登録された（以下の基準は世界遺産センター公表の登録基準からの翻訳、引用である）。
- (4) 人類の歴史上重要な時代を例証する建築様式、建築物群、技術の集積または景観の優れた例。
- (5) ある文化（または複数の文化）を代表する伝統的集落、あるいは陸上ないし海上利用の際立った例。もしくは特に不可逆的な変化の中で存続が危ぶまれている人と環境の関わりあいの際立った例。

## その他
- 観光客で賑わう[2][3]ヴィスビューは親しみを込めて「薔薇の都」と呼ばれる。城壁内にはバラ園を備えた植物園があり[4]、また城壁周辺をはじめ、港、大聖堂、長距離バスターミナル、ゴットランド大学（英語版）周辺、大小あちこちの公園、また旧市街の路地裏の各家々の軒先に至るまで、街のいたるところにバラ[2]の植え込みや生垣が見られる。

- ヴィスビューの近傍にはウィンドパークの初の直流高電圧相互連結用の交直変換所（HVDC Visby-Nas）がある。

- スタジオジブリのアニメ映画『魔女の宅急便』に登場する街「コリコ」は、同国の首都ストックホルムとともに、ヴィスビューをモデルにしており、スタジオジブリのスタッフがロケハンを行った。

## ギャラリー

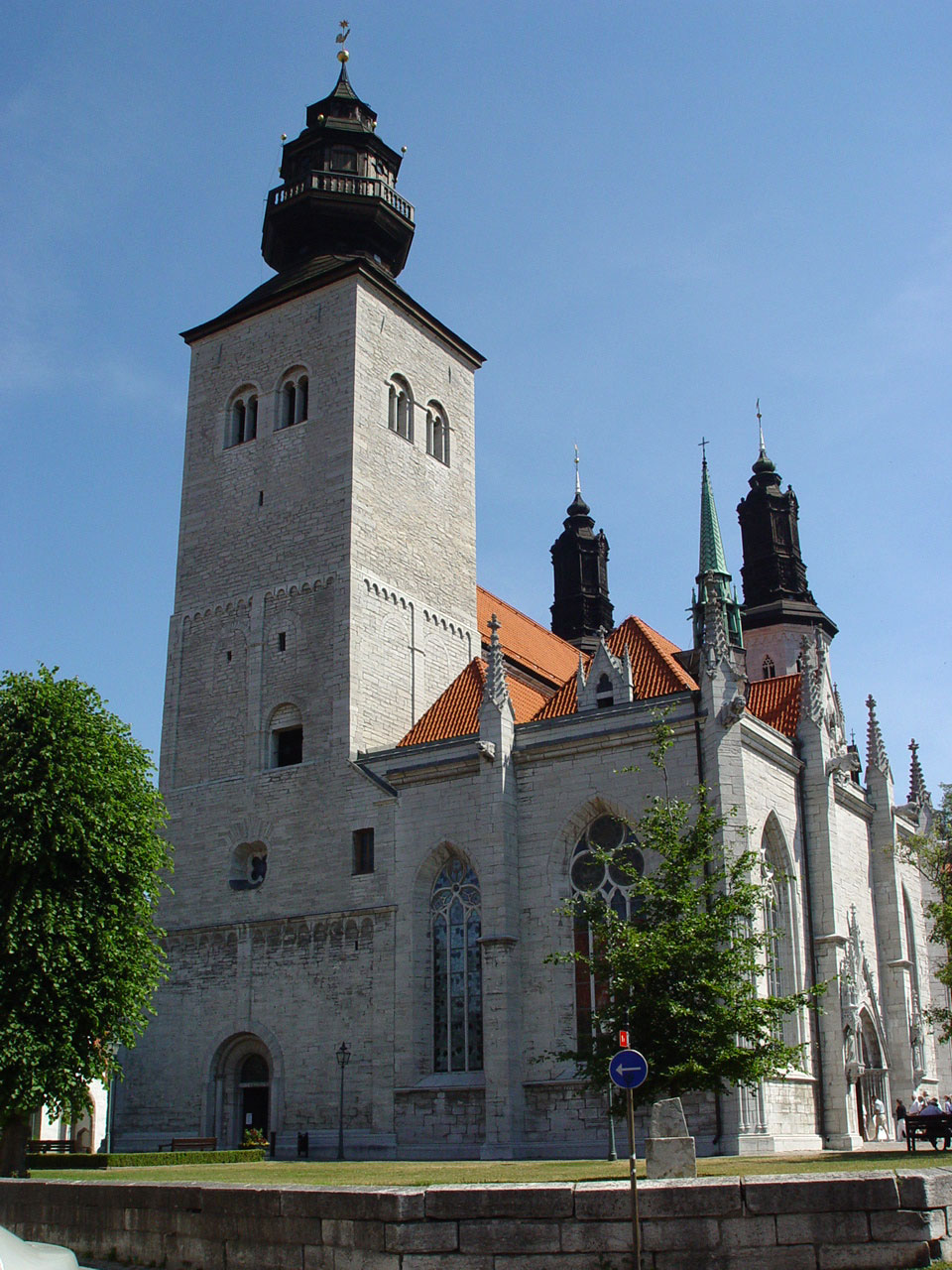
ヴィスビュー大聖堂
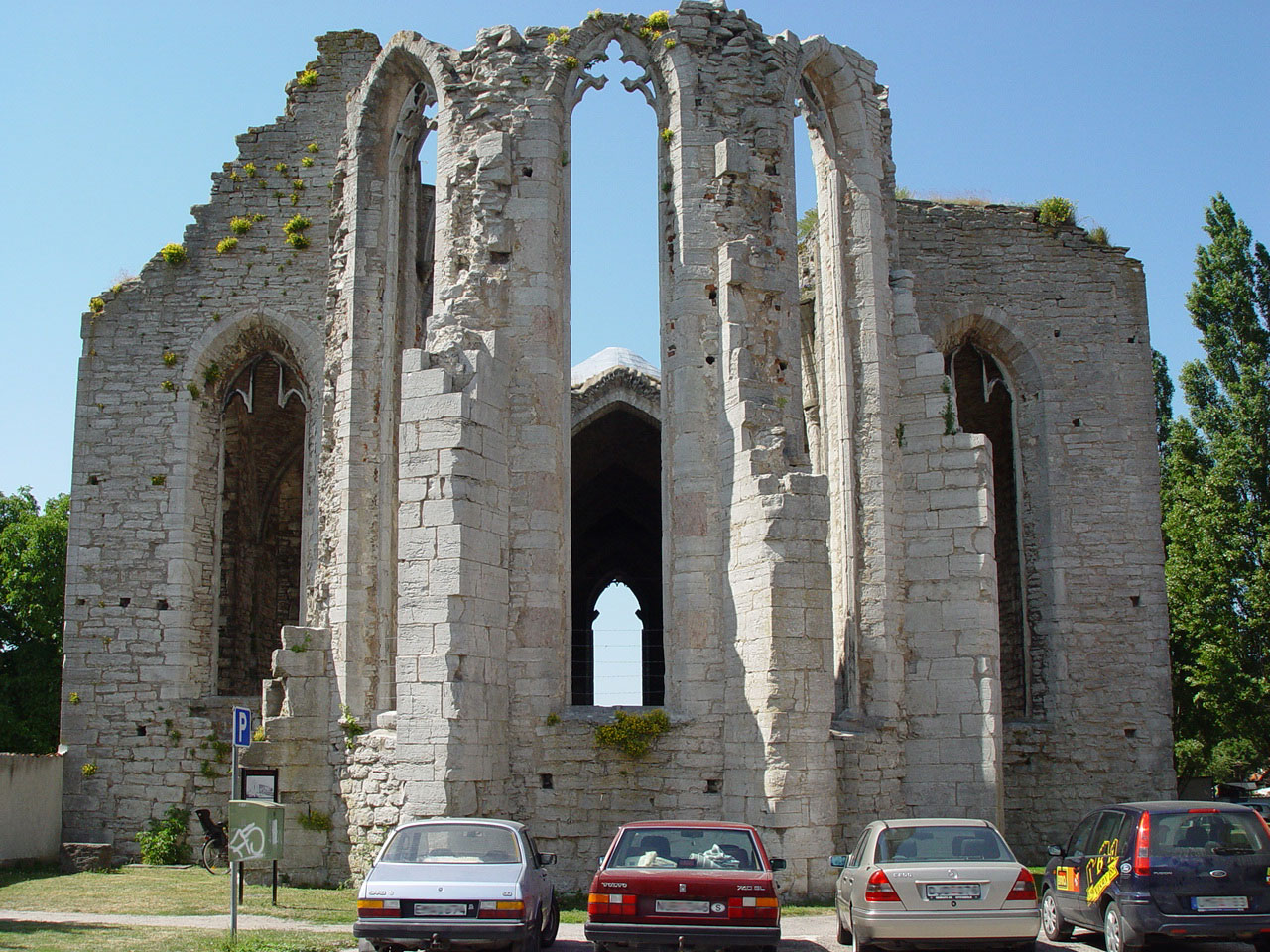
1230年に建設され、1525年に火災に遭った、Saint Nicolaus Church Ruin
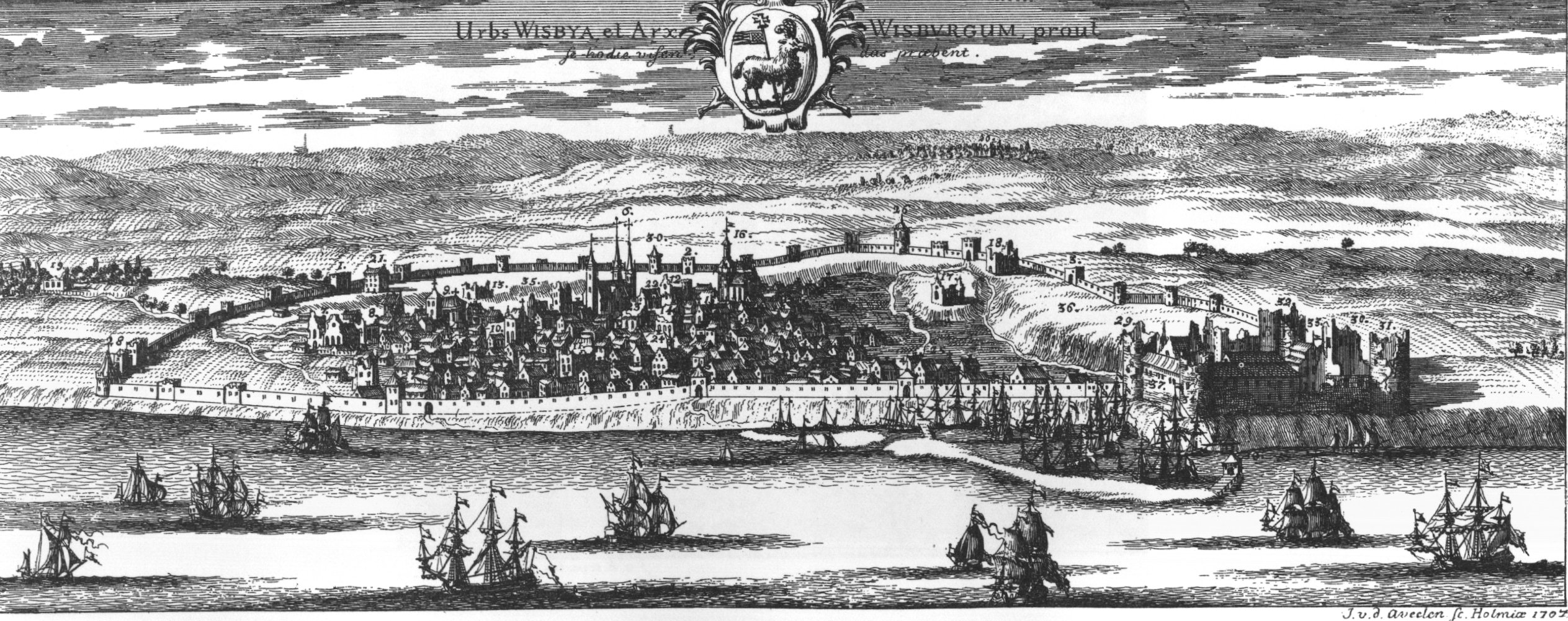
Suecia Antiqua et Hodiernaの1700年代頃のヴィスビュー
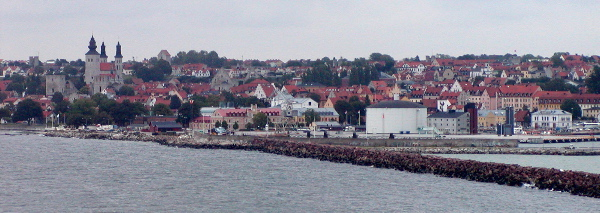
ヴィスビューのウォーターフロント
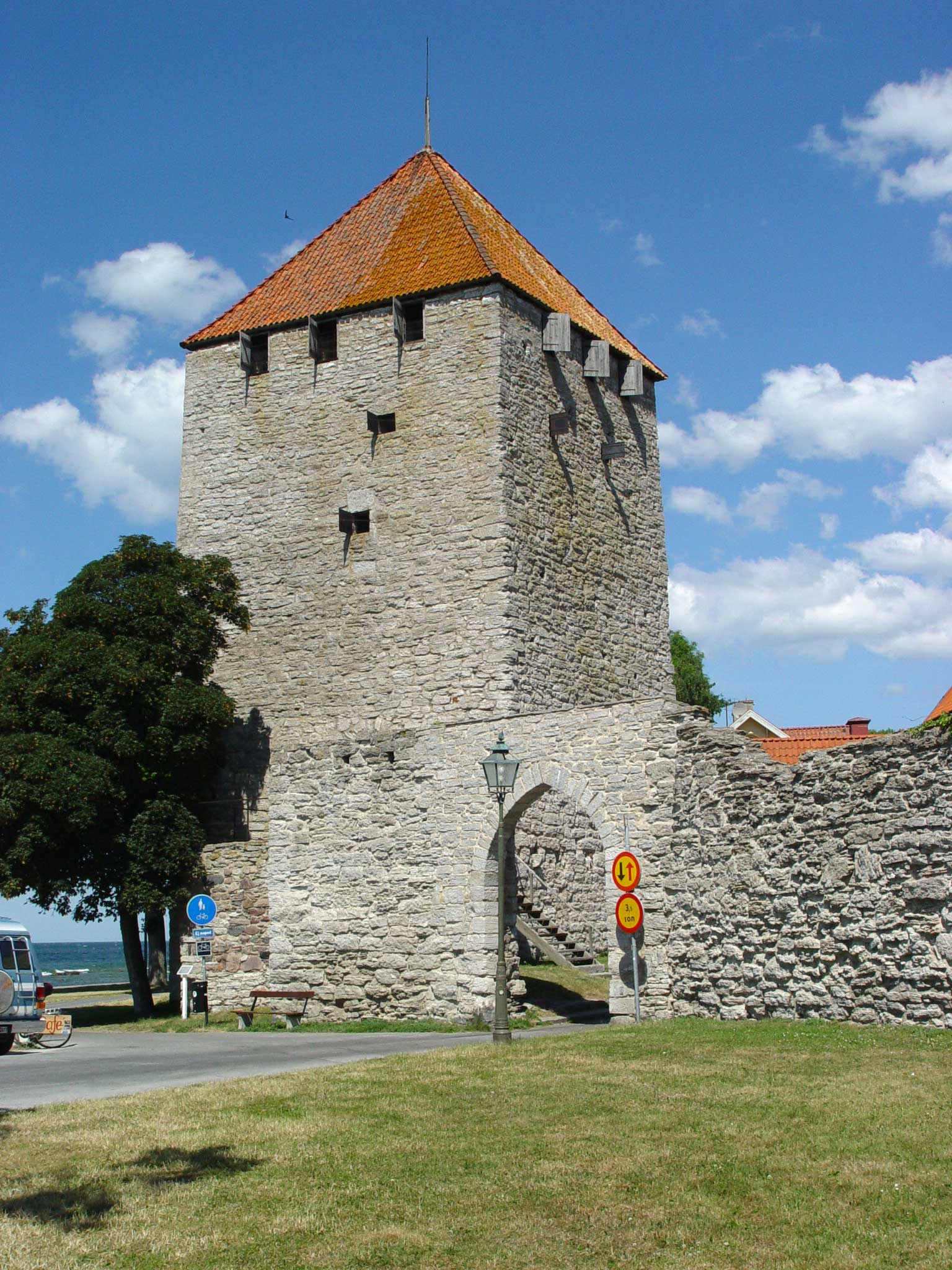
Gunpowder Tower
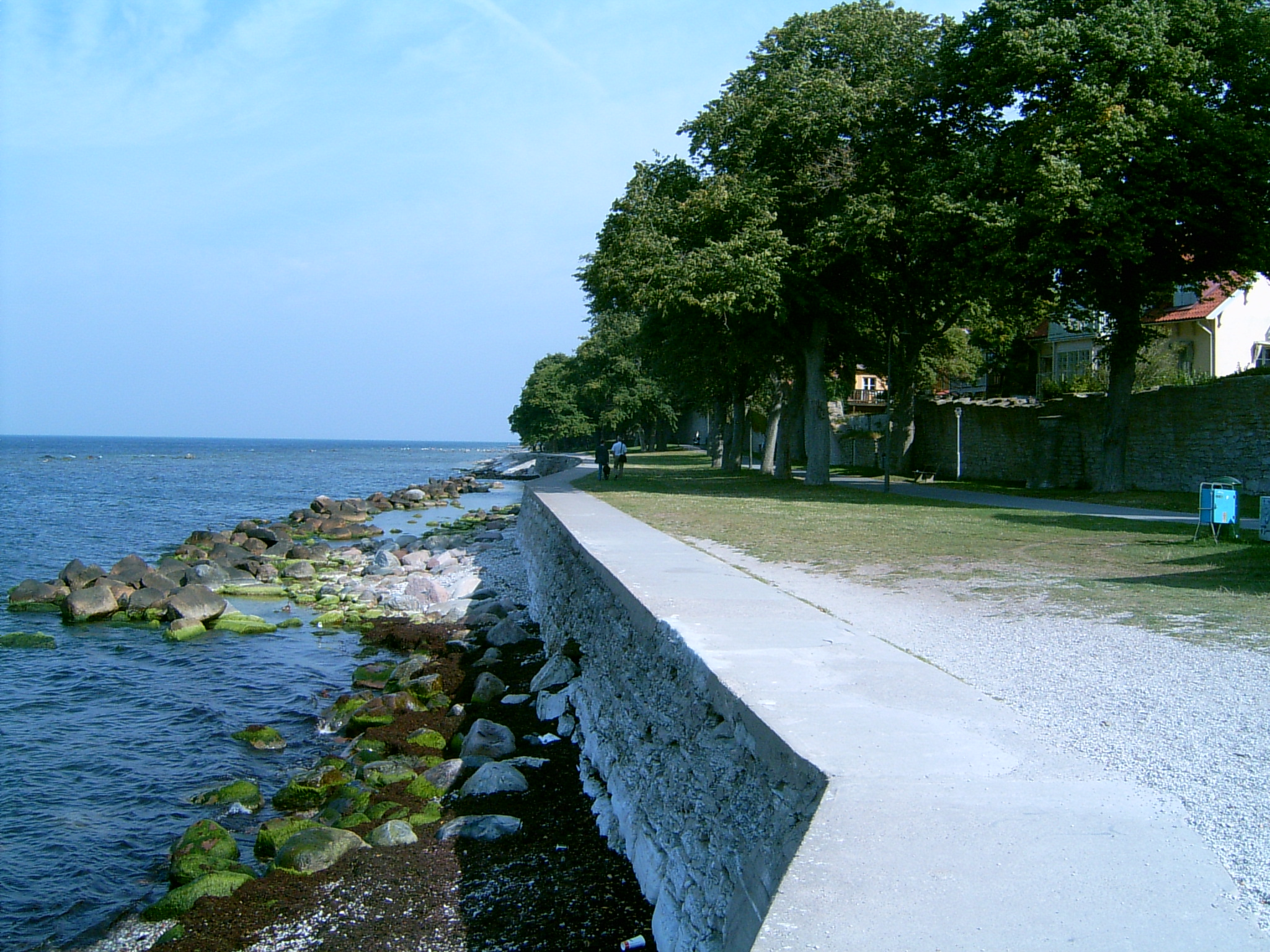
Strandpromenaden
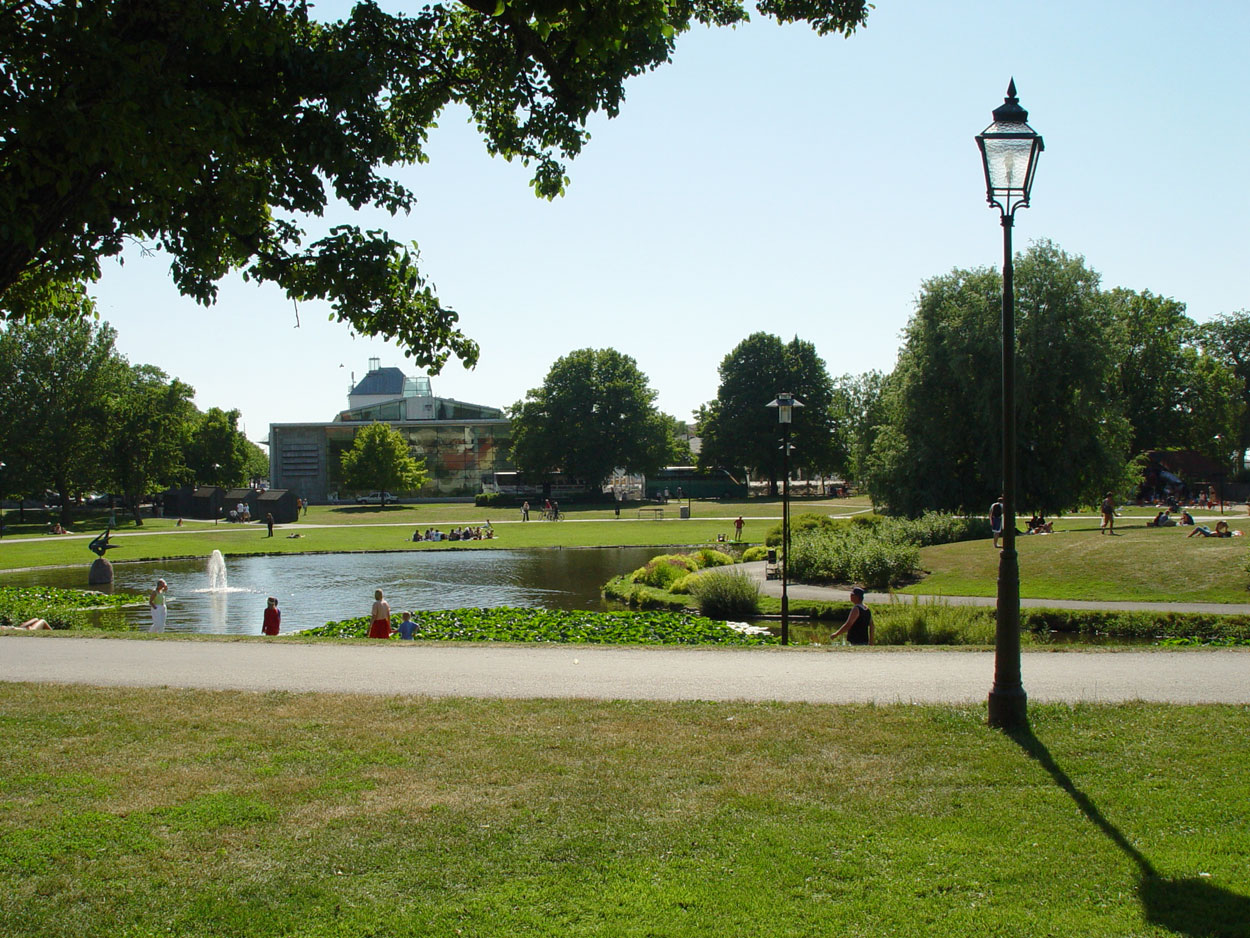
Almedalen
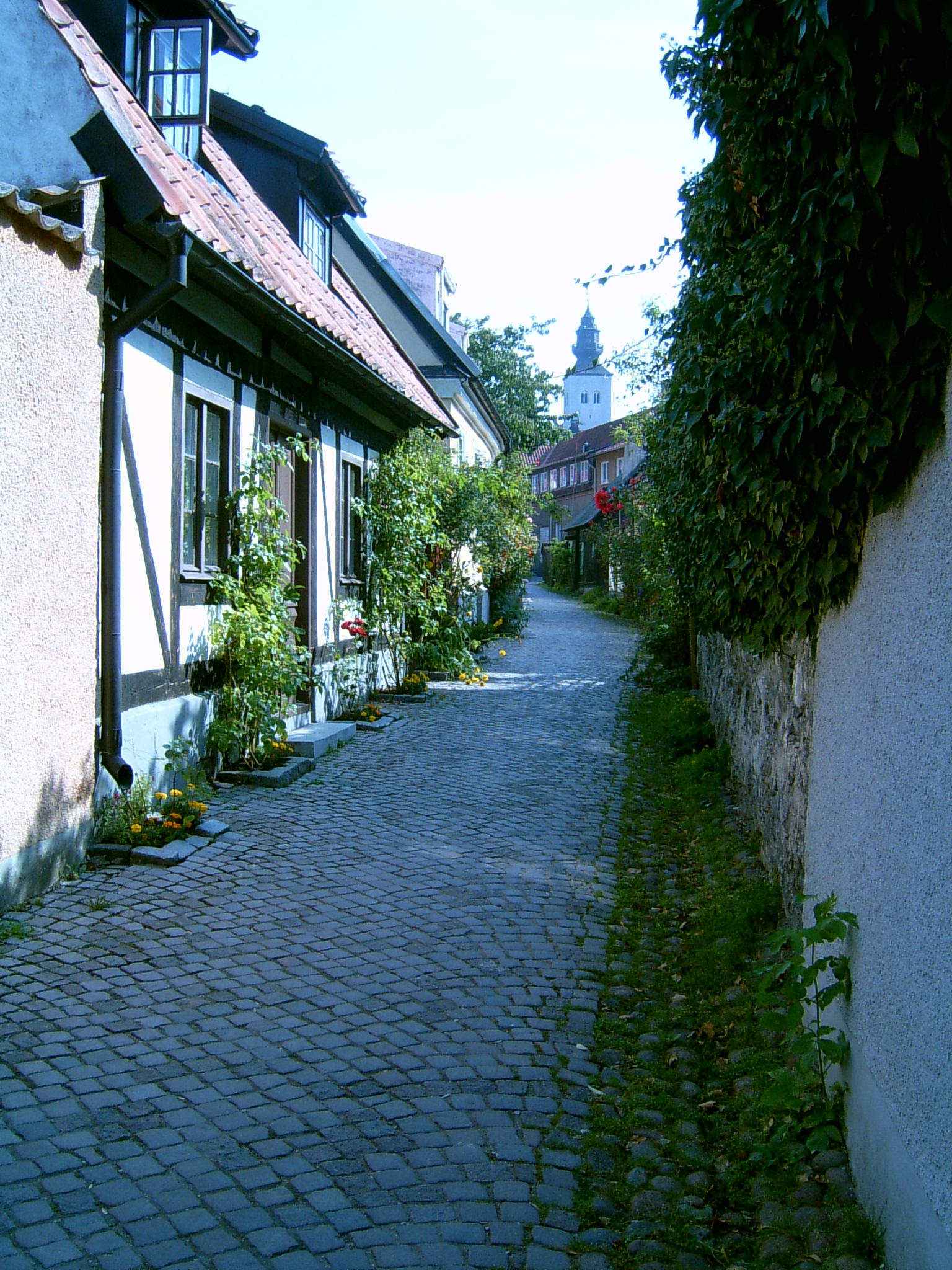
Fishermans Alley
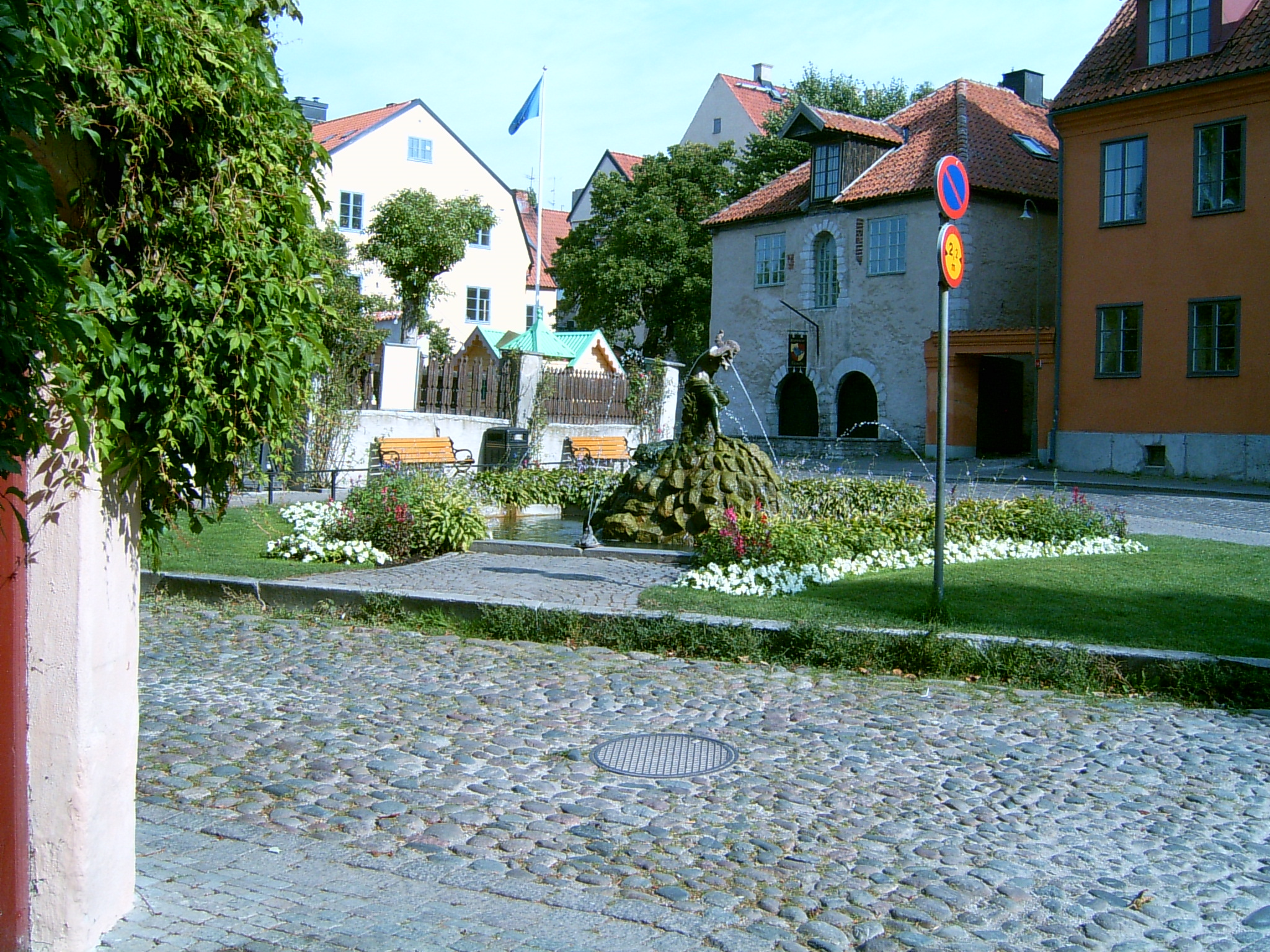
Packhusplan square

## 有名な出身者他
- クリストフェル・プールヘム - 18世紀スウェーデンの著名な発明家
- グレイヴ - デスメタルバンド

## 姉妹都市
- リューベック（ドイツ連邦共和国）
- ゾースト（ドイツ連邦共和国）
- クラーゲリョー（ノルウェー）